# Hemiceras torva
Hemiceras torva är en fjärilsart som beskrevs av William Schaus 1911. Hemiceras torva ingår i släktet Hemiceras och familjen tandspinnare. Inga underarter finns listade i Catalogue of Life.